# Llegenda àuria
La Llegenda àuria (llatí: Legenda aurea) de Iacopo da Varazze és una popular col·lecció de d'hagiografies o Flos Sanctorum, això és, vides de sants, i també algunes llegendes pietoses que van ser de gran difusió al final de l'edat mitjana. La seva recopilació sembla que fou al voltant del 1260. Inicialment titulada Legenda sanctorum (Llegendes dels sants), va esdevenir popular amb el nom amb el qual és coneguda avui.

## Difusió

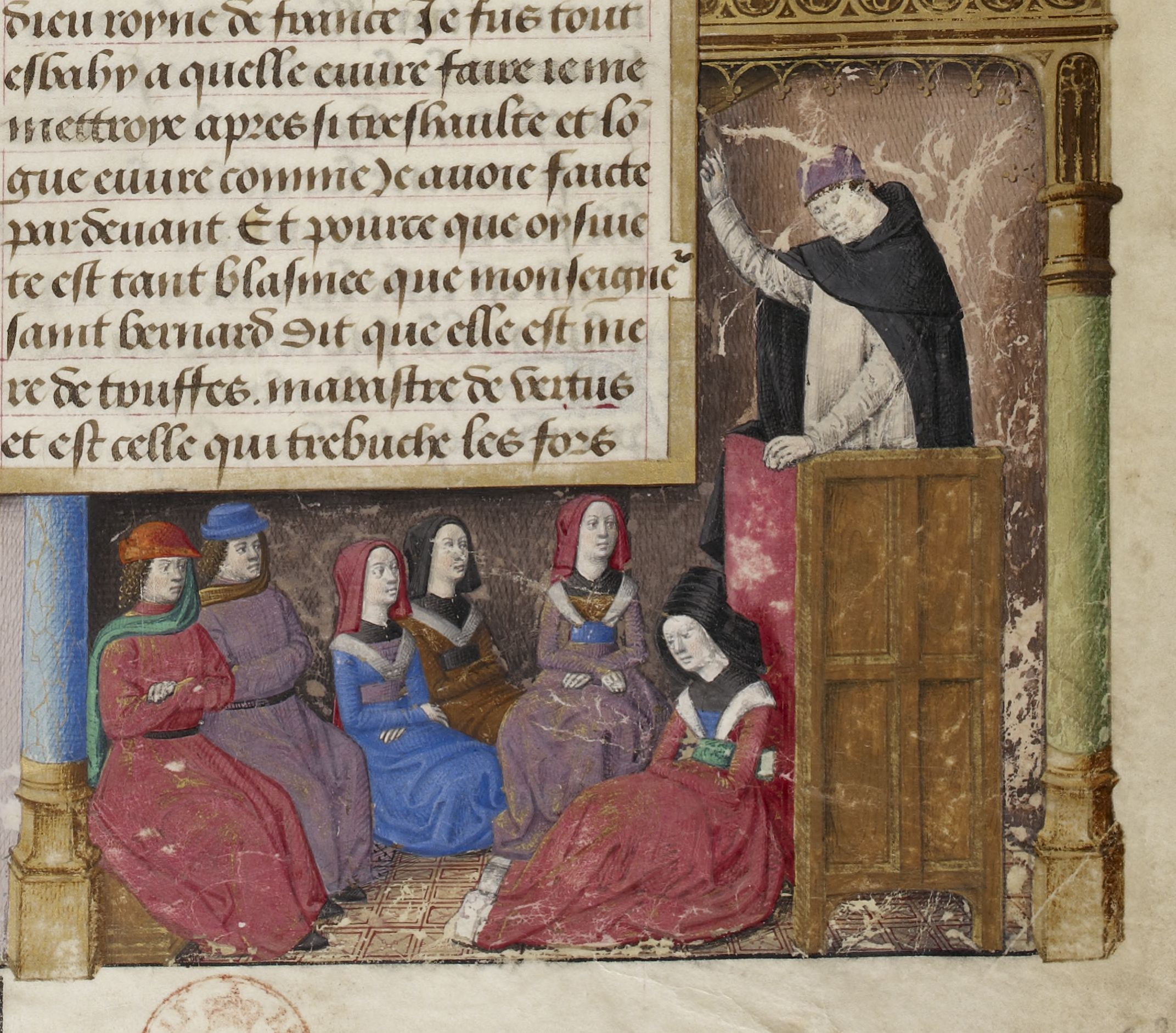
Llegenda àuria en francès, manuscrit (ca. 1480-90) il·luminat pel Mestre de Jacques de Besançon.

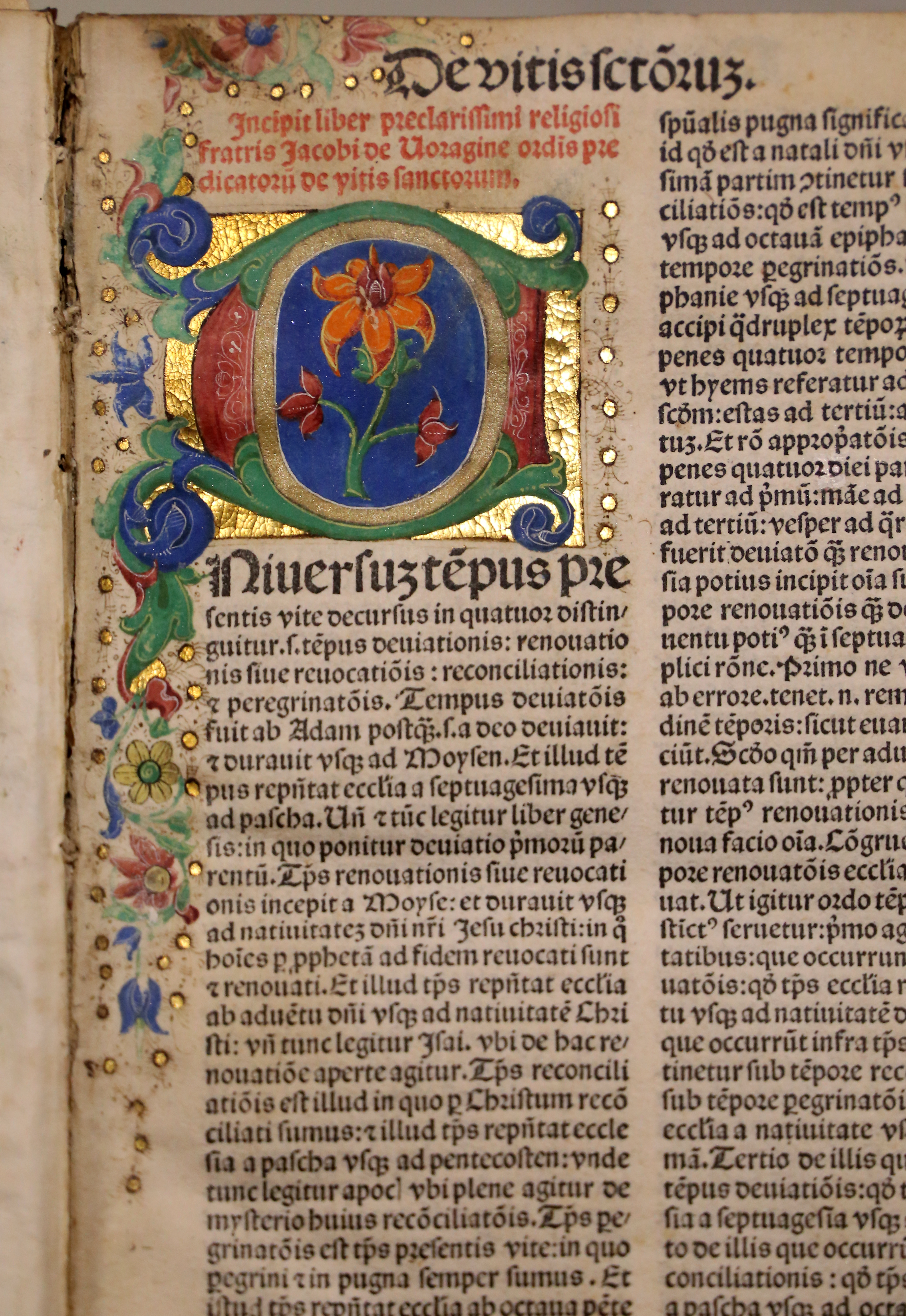
Llegenda àuria en llatí, incunable de 1482 amb precioses miniatures (Museu de la Ciutat de Liorna).

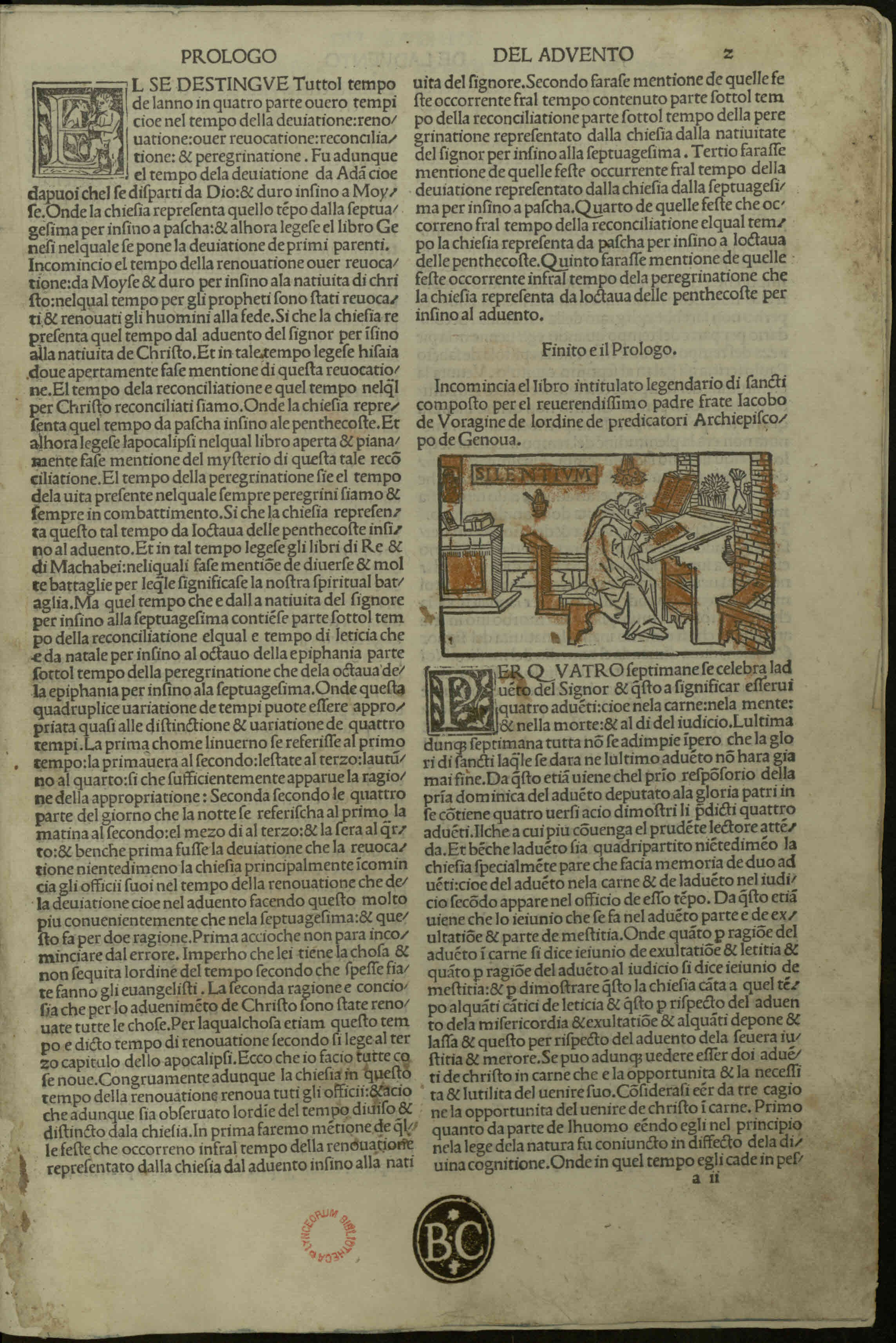
Llegenda Auria en italià (incunable del 1499 imprès a Venècia per Bartholomeo di Zani da Portese).

Aquesta obra va tenir des de la seva redacció, cap al 1261-1266, un èxit considerable. Va esdevenir, amb la Bíblia, l'obra més llegida, més copiada i sobretot més «augmentada». De fet, durant els segles xiv i xv, no és estrany trobar còpies que contenen més de 400 històries en relació amb les 180 originals. S'estima que n'hi ha més de 1.000 manuscrits, dels més senzills als que contenen miniatures, i n'existeixen edicions en els principals idiomes europeus. El manuscrit més antic conservat n'és del 1282 i es conserva a la Staatsbibliothek de Múnic.
La traducció catalana és interessant perquè es considera que data del segle xiii, és una redacció molt propera a la de l'original en llatí, i se n'han conservat cinc manuscrits complets o gairebé, datats del segle xiv i segle xv, i molts altres fragmentaris. Alguns dels més complets son el de la Biblioteca Nacional de França, a París (segle xiv, editat com a Vides de sants rosselloneses el 1977), el de la Biblioteca d'El Escorial (segle xiv, editat com a Flos sanctorum o Vides dels sants pares. Legenda aurea en català només el 2024), el de la Biblioteca de la Universitat de Barcelona (segles segle xiv - segle xv), el de l'Arxiu episcopal de Vic (segle xv, editat com a Llegenda àuria el 1976); i el de la  Reial Acadèmia de la Història de Madrid (segle xiv,  incomplet).
La invenció de la impremta de tipus mòbils metàl·lics l'any 1450 va augmentar encara més la difusió d'aquest llibre, que va portar arreu d'Europa, entre d'altres, la llegenda de sant Jordi. Avui existeixen vuit edicions antigues impreses en català (entre 1490 i 1575), dues de les quals incunables que daten del 1490-1496 (València) i 1494 (Barcelona), publicades sota el títol de Flos sanctorum.
Els relats hagiogràfics de la Llegenda àuria constitueixen una de les fonts principals per al coneixement de la iconografia dels sants i són molt utilitzats en l'àmbit de la història de l'art. Va substituir i eclipsar altres compilacions anteriors de vides de sants, com ara l'Abbreviatio in gestis et miraculis sanctorum atribuïda al cronista dominic Jean de Mailly i l'Epilogus in gestis sanctorum del predicador dominic Bartolomeo da Trento.